# Wilhelm Anthes
Wilhelm Anthes (in amtlichen Dokumenten Wilhelm IV. Anthes) (* 28. Januar 1877 in Sprendlingen, Hessen; † 29. Oktober 1934 ebenda) war ein hessischer Politiker (SPD) und Abgeordneter des Landtags des Volksstaates Hessen in der Weimarer Republik.

## Leben
Wilhelm Anthes war der Sohn des Landwirts Heinrich Anthes und seiner Frau Susanne, geborene Stroh. Wilhelm Anthes war evangelisch und mit seiner Frau Susanne Anthes, geborene Daniel verheiratet. Er machte eine Schlosserlehre und arbeitete als Schlossermeister in Sprendlingen.

## Politik
Wilhelm Anthes war Mitglied der SPD und für seine Partei 1914 bis 1933 Mitglied des Gemeinderats von Sprendlingen. Daneben war er sechs Wahlperioden lang von 1921 bis 1933 Mitglied des Landtags. Mit der Machtergreifung des Nationalsozialisten wurde ihm das Landtagsmandat aberkannt.